# Medal Transportów
Medal Transportów (ang. Transport Medal) – brytyjski medal usankcjonowany przez króla Edwarda VII w roku 1903.

## Zasady nadawania
Medal nadawany za służbę podczas transportu wojsk i towarów (włącznie ze służbą na statkach-szpitalach) podczas Wojen Burskich w Afryce Południowej i w czasie powstania bokserów w Chinach.
Nagradzano nim oficerów marynarki handlowej na następujących stanowiskach: kapitan statku, 1, 2 i 3 oficer, 1, 2 i 3 inżynier, chirurg oraz płatnik.
Wydano 1719 medali oficerom 181 statków.

## Klamry medalu
- CHINA 1900
- S. AFRICA 1899–1902

wydano tylko 1272 medali z tą klamrą

## Opis medalu
Medal srebrny, okrągły o średnicy 36 mm.
Awers: popiersie króla Edwarda VII w mundurze admirała oraz legenda EDWARDVS VII REX IMPERATOR
Rewers: przedstawia mapę świata, poniżej królewski statek parowy OFIR podczas rejsu oraz legenda po łacinie OB PATRIAM MILITIBUS PER MARE TRANSVECTIS ADJUTAM, która oznacza za zasługi oddane podczas transportu żołnierzy drogą morską.
grawerowany na grzbiecie tylko nazwiskiem nagrodzonego, bez stopnia i nazwy statku.